# Pavagada
Pavagada é uma panchayat (vila) no distrito de Tumkur, no estado indiano de Karnataka.

## Geografia
Pavagada está localizada a 14° 06′ N, 77° 16′ L. Tem uma altitude média de 646 metros (2119 pés).

## Demografia
Segundo o censo de 2001, Pavagada tinha uma população de 28 036 habitantes. Os indivíduos do sexo masculino constituem 51% da população e os do sexo feminino 49%. Pavagada tem uma taxa de literacia de 67%, superior à média nacional de 59,5%: a literacia no sexo masculino é de 74% e no sexo feminino é de 59%. Em Pavagada, 12% da população está abaixo dos 6 anos de idade.